# Bella ciao (chant)
Pour les articles homonymes, voir Bella ciao.
Bella ciao est un chant de révolte italien révolutionnaire qui célèbre l'engagement dans le combat mené par les partisans, résistants pendant la Seconde Guerre mondiale opposés aux troupes allemandes alliées de la République sociale italienne fasciste, dans le cadre de la guerre civile italienne.
Les paroles ont été écrites fin 1944 sur la musique d'une chanson populaire que chantaient au début du XXe siècle les mondine, ces saisonnières qui désherbaient les rizières de la plaine du Pô et repiquaient le riz, pour dénoncer leurs conditions de travail.
Ce chant est devenu un hymne à la résistance et l'antifascisme dans le monde entier. Ainsi en Iran en 2022, une jeune femme met en ligne ce chant en Farsi et totalise 3 millions de vues.

## Histoire

### Une origine confuse
Les paroles de la version qui renvoient aux événements les plus anciens ont été fixées en 1944 par Vasco Scansani, un désherbeur de rizières italien originaire de Gualtieri. Ces paroles célèbrent la victoire de la lutte sociale qui a abouti en 1908 à l'instauration d'une loi limitant le temps de travail journalier à huit heures. « Ciao, Bella! »d'où le titre "Bella Ciao" y est un salut à la mondina d'après la loi, ou un adieu à celle d'avant, cette ouvrière agricole qui était obligée de travailler sans limites dans les rizières de la plaine padane et a été choisie par l'auteur comme symbole de la condition du prolétariat politisé du Nord de l'Italie.
Cette version reprendrait une chanson folklorique de la région de Verceil transcrite en 1906. Alla mattina appena alzata dérive d'une ballade française du XVe siècle dont différentes régions ont, à la fin du XIXe, élaboré chacune une version spécifique, La daré d'côla môntagna dans le Piémont, Il fiore di Teresina dans le Trentin, Stamattina mi sono alzata en Vénétie. Le refrain « Bella ciao » (« Ma belle, salut ! ») est en italien d'une syntaxe inhabituelle mais peut aussi se lire avec une autre ponctuation : O Bella, ciao bella, ciao Bella, ciao ciao ciao. C'est un jeu de mots sur le double sens de Ciao, salut au sens de bonjour comme au sens d'au revoir, tiré d'une chanson de Lombardie, que recueillera tardivement l'ethnomusicologue Roberto Leydi, La me nona l'è vecchierella (Ma grand-mère est une vieille). Une fillette y dénonce la corvée d'eau : « La me fa ciau, La me dis ciau, La me fa ciau ciau ciau... » Elle me fait « Salut ! », Elle me dit « Salut ! », Elle me fait « Salut ! Salut ! Salut ! » Et m'envoie à la fontaine.
L'origine de la mélodie reste indéterminée. Il est possible qu'elle ait été proposée, que ce soit en 1908 ou ultérieurement, par un émigré revenu, par exemple à l'occasion de la Grande Guerre, des États-Unis où une musique ressemblante aurait été diffusée antérieurement par des immigrants ashkénazes, un anonyme. En effet, c'est sur une mélodie partiellement très semblable, ce qui n'est peut-être qu'une coïncidence, qu'en octobre 1919, Mishka Ziganoff (it), accordéoniste tsigane et chrétien originaire d'Odessa devenu restaurateur à New York, enregistre dans cette ville une chanson klezmer intitulée Koilen. C'est une version d'une chanson yiddish, Dus Zekele Koilen, « Le petit sac de charbon » (Das Säckele Kohlen). Ziganoff était  accordéoniste auprès de la plus célèbre chanteuse yiddish de l’époque, Molly Picon.
Cette chanson yiddish est enregistrée de nouveau, sous ce titre, en 1923 par Abraham Moskowitz et en 1922 par Morris Goldstein.

### Histoire récente
Avant la Seconde Guerre mondiale, une certaine version de la chanson des mondine est chantée lors des banquets, entre autres par Giovanna Daffini, fille d'un violoniste ambulant qui l'a apprise de sa grand-mère et la chantait quand elle travaillait, dès l'âge de 13 ans, en 1926, dans les rizières de Vercelli et de Pavie. Installée en 1932 à Gualtieri, en Émilie, elle chante alors tel un aède dans les mariages, accompagnée par sa guitare et le violon de son mari, un répertoire anarchiste. Durant la guerre, elle s'engage dans la Résistance.
La mélodie, qui n'a jamais été enregistrée en Italie, est connue de quelques résistants des unités gappistes de la région de Modène et de Bologne dans l'Apennin émilien, tels les combattants de la section russe du bataillon allié qu'encadrent les commissaires politiques Vladimir Piériéladoff (ru) et Anatol Makarovitch Tarasoff (ru) ou ceux des autres unités de la République des partisans (it) de Montefiorino, partis le 1er août 1944 se réfugier dans la montagne au sein de la brigade Justice et Liberté du Parti d'action. Des paroles sont posées dessus au plus tard vers la fin de l'année 1944 ou au début de l'année 1945 en s'inspirant du thème et du scénario d'une autre chanson populaire, Fior di tomba. La « fleur de tombe » devient la « fleur du partisan ». Le partisan chante non pas le salut que la mondina libérée adresse à l'esclave qu'elle était mais celui qu'il adresse à sa bien-aimée. Toutefois, les révolutionnaires italiens chantent plus volontiers Fischia il vento, sur l'air de Katioucha. 
L'historien Ruggero Giacomini cite dans son livre en italien Bella Ciao le père don Otello Marcaccini dans une brochure de 1945. Dans cet opuscule,"les Représailles allemandes à Poggio San Vicino", le père mentionne que les enfants « sont toujours au milieu des résistants, leur rendent de petits services, s’enthousiasment et répètent leurs chansons de bataille : “Et si je meurs en patriote/Bella ciao, ciao, ciao”  ».
À l'été 1948, dans les suites du premier Festival mondial de la jeunesse et des étudiants qui s'est tenu à Prague un an plus tôt, du 25 juillet au 25 août 1947, un groupe d'étudiants italiens invité par le Kominform à Berlin chante leur hymne des partisans,. Le chant est traduit en plusieurs langues et très applaudi. Durant la guerre froide, Fischia il vento est relégué progressivement parce qu'il affiche un engagement pro-soviétique trop marqué et c'est Bella ciao!, aux paroles plus consensuelles, qui finira par s'imposer comme l'hymne de la résistance italienne.
Giovanna Daffini et sa chanson Mondina dans sa version de 1951, celle de Vasco Scansani, sont découvertes en 1962 par l'ethnomusicologue Roberto Leydi, promoteur de la renaissance de la musique populaire en Italie inspiré par l'activiste Gianni Bosio (it).
Dès l'année suivante, aux lendemains de la crise de Cuba que le traité de Moscou vient apaiser, Yves Montand donne un retentissement international à la version « partigiana », déjà répandue dans le milieu de la jeunesse communiste. En Union soviétique, c'est Muslim Magomayev qui la fait connaître cette même année, en italien et en russe.
En 1964, initiative de Roberto Leydi et du producteur Nanni Ricordi (it) soutenue par l'anthropologue Ernesto De Martino, par de nombreux musiciens amis et par Giovanna Daffini elle-même, les deux versions, chantées par Sandra Montovani respectivement sur un ton pathétique et un ton révolutionnaire, sont le thème principal d'un récital que le Nouveau chansonnier italien (it) inaugure dans un théâtre de Spolète le 21 juin. Vilipendées par les conservateurs, ces deux versions sont reprises par différentes formations qui les popularisent auprès du public, offrant à celui-ci une sorte d'« invention d'une tradition ».
Dans la seconde moitié des années 1960, elle devient le symbole d'une résistance italienne réunifiée et non partisane (selon Stefano Pivato) et, à partir des années 1970, elle est reprise dans les manifestations étudiantes, la thématique de l'anti-fascisme connaissant alors un regain, surtout dans les milieux d'extrême gauche.  
En 2017, le succès de diffusion par Netflix de la série La casa de papel, dont les héros ont choisi la chanson pour chant de ralliement, fait découvrir Bella ciao à un large public qui désigne souvent le titre comme « la chanson de La Casa de Papel ». Nous apprenons notamment que le grand-père du cerveau du braquage (El Profesor) était alors un partisan et résistant italien face au fascisme de Mussolini, qui fut au pouvoir du 31 octobre 1922 au 25 juillet 1943.
Popularisée par la série Netflix la chanson devient commerciale avec Naestro, Maître Gims, Slimane, Vitaa et Dadju qui sortent en 2018 une reprise française R'n'B. Celle-ci est critiquée pour ses paroles évoquant une simple rupture sentimentale, sans rapport avec le texte original. Cette adaptation prend la première place des ventes de single en France.
La popularité de la série Netflix soulève aussi des appétits de rébellion en Turquie en 2020 (avec la diffusion clandestine de la chanson depuis des mosquées lors du piratage des minarets d'Izmir), puis en Iran en 2022 (avec la diffusion sur les réseaux sociaux par une chanteuse anonyme d'une version en persan dont le texte conserve, si ce n'est la lettre, l'esprit du texte original, en voici un extrait : « O Peuple, sois unis. Nous qui sommes debout jusqu’à demain, notre droit n’est pas faible »).

### Versions

#### Version originale desmondine(reprise parGiovanna Daffini)
C'est une chanson de travail et de protestation piémontaise. Elle exprime la protestation des mondine, les saisonnières qui désherbaient les rizières d'Italie du Nord et y repiquaient les plants de riz, contre les dures conditions de travail : les femmes devaient rester courbées toute la journée, dans l'eau jusqu'aux genoux, sous le regard et les brimades des surveillants. Les conditions de travail et de vie des mondine sont illustrées par le film Riz amer de Giuseppe De Santis, chef-d'œuvre du néoréalisme italien.
| Version originale des mondine Alla mattina appena alzata O bella ciao bella ciao bella ciao, ciao, ciao Alla mattina appena alzata In risaia mi tocca andar E fra gli insetti e le zanzare O bella ciao bella ciao bella ciao ciao ciao E fra gli insetti e le zanzare Un dur lavoro mi far Il capo in piedi col suo bastone O bella ciao bella ciao bella ciao ciao ciao Il capo in piedi col suo bastone E noi curve a lavorar O mamma mia o che tormento O bella ciao bella ciao bella ciao ciao ciao O mamma mia o che tormento Io t'invoco ogni doman Ed ogni ora che qui passiamo O bella ciao bella ciao bella ciao ciao ciao Ed ogni ora che qui passiamo Noi perdiam la gioventù Ma verrà un giorno che tutte quante O bella ciao bella ciao bella ciao ciao ciao Ma verrà un giorno che tutte quante Lavoreremo in libertà. | Traduction Le matin, à peine levée O bella ciao bella ciao bella ciao ciao ciao Le matin, à peine levée À la rizière je dois aller Et entre les insectes et les moustiques O bella ciao bella ciao bella ciao ciao ciao Et entre les insectes et les moustiques Un dur labeur je dois faire Le chef debout avec son bâton O bella ciao bella ciao bella ciao ciao ciao Le chef debout avec son bâton Et nous courbées à travailler O Bonne mère quel tourment O bella ciao bella ciao bella ciao ciao ciao O Bonne mère quel tourment Je t'invoque chaque jour Et toutes les heures que nous passons ici O bella ciao bella ciao bella ciao ciao ciao Et toutes les heures que nous passons ici Nous perdons notre jeunesse Mais un jour viendra que toutes autant que nous sommes O bella ciao bella ciao bella ciao ciao ciao Mais un jour viendra que toutes autant que nous sommes Nous travaillerons en liberté. |

#### Version desPartisansde 1952 deVasco Scansani
Néanmoins, cette version de Giovanna Daffini cohabite avec d'autres, comme celle de 1952 écrite par Vasco Scansani, plus populaire en Italie, qui a souvent été considérée à tort comme la version originale.
| Version de 1952 Alla mattina appena alzata, O bella ciao, bella ciao, bella ciao ciao ciao, Alla mattina appena alzata, Devo andare a lavorar! A lavorare laggiù in risaia, O bella ciao, bella ciao bella ciao ciao ciao! A lavorare laggiù in risaia Sotto il sol che picchia giù! Lavoro infame, per pochi soldi, O bella ciao bella ciao, bella ciao ciao ciao, Lavoro infame per pochi soldi E la tua vita a consumar! E tra gli insetti e le zanzare, O bella ciao, bella ciao, bella ciao ciao ciao, E tra gli insetti e le zanzare, Come duro lavorar Il capo in piedi col suo bastone, O bella ciao, bella ciao, bella ciao ciao ciao, Il capo in piedi col suo bastone E noi curve a lavorar! Ma verrà il giorno che tutte quante O bella ciao, bella ciao, bella ciao ciao ciao, Ma verrà il giorno che tutte quante Lavoreremo in libertà! | Traduction Le matin, à peine levée O bella ciao bella ciao bella ciao ciao ciao Le matin, à peine levée Je dois aller travailler Un dur labeur, là dans la rizière O bella ciao bella ciao bella ciao ciao ciao Un dur labeur, là dans la rizière Sous le soleil qui nous bat Un travail infâme pour un salaire minable O bella ciao bella ciao bella ciao ciao ciao Un travail infâme pour un salaire minable Pour lequel on se tue à la tâche Et entre les insectes et les moustiques O bella ciao bella ciao bella ciao ciao ciao Et entre les insectes et les moustiques Que c'est dur de travailler Le patron debout avec son bâton O bella ciao bella ciao bella ciao ciao ciao Le patron debout avec son bâton Et nous le dos courbé à travailler Mais le jour viendra où toutes autant que nous sommes O bella ciao bella ciao bella ciao ciao ciao Mais le jour viendra où toutes autant que nous sommes Nous travaillerons en liberté |

#### Version adaptée des partisans
Sur l'air de la chanson traditionnelle des mondine, les paroles ont été écrites pour la lutte antifasciste.
| Version adaptée des partisans Una mattina mi sono svegliato, O bella ciao, bella ciao, bella ciao ciao ciao, Una mattina mi sono svegliato, E ho trovato l'invasor. O partigiano portami via, O bella ciao, bella ciao, bella ciao ciao ciao, O partigiano portami via, Che mi sento di morire. E se io muoio da partigiano, O bella ciao, bella ciao, bella ciao ciao ciao, E se io muoio da partigiano, Tu mi devi seppellir. E seppellire lassù in montagna, O bella ciao, bella ciao, bella ciao ciao ciao, E seppellire lassù in montagna, Sotto l'ombra di un bel fior. Tutte le genti che passeranno, O bella ciao, bella ciao, bella ciao ciao ciao, E le genti che passeranno, Mi diranno «che bel fior». Quest'è il fiore del partigiano, O bella ciao, bella ciao, bella ciao ciao ciao, Quest'è il fiore del partigiano, Morto per la libertà. Ed era rossa la sua bandiera O bella ciao, bella ciao, bella ciao ciao ciao, Ed era rossa la sua bandiera La bandiera del lavor. Ed era rossa la sua bandiera La bandiera del lavor. | Traduction Un matin, je me suis réveillé, O bella ciao, bella ciao, bella ciao ciao ciao, Un matin, je me suis réveillé, Et j'ai trouvé l'envahisseur. Hé ! partisan emmène-moi, O bella ciao, bella ciao, bella ciao ciao ciao, Hé ! partisan emmène-moi, Car je me sens prêt à mourir. Et si je meurs en partisan, O bella ciao, bella ciao, bella ciao ciao ciao, Et si je meurs en partisan, Il faudra que tu m'enterres. Que tu m'enterres sur la montagne, O bella ciao, bella ciao, bella ciao ciao ciao, Que tu m'enterres sur la montagne, À l'ombre d'une belle fleur. Tous les gens qui passeront, O bella ciao, bella ciao, bella ciao ciao ciao, Et les gens qui passeront, Me diront « Quelle belle fleur ». C'est la fleur du partisan, O bella ciao, bella ciao, bella ciao ciao ciao, C'est la fleur du partisan, Mort pour la liberté. Et son drapeau était rouge O bella ciao, bella ciao, bella ciao ciao ciao, Et son drapeau était rouge Le drapeau du travail. Et son drapeau était rouge Le drapeau du travail. |

## Interprétations
| Vidéos externes |                                                          |
|                 | L'interprétation des Chics Types.                        |
|                 | L'interprétation en italien des chœurs de l'Armée rouge. |
|                 | L'interprétation de Talco en concert.                    |

- Herbert Pagani, en italien
- The Bolokos, Bel'Aw, version en créole guadeloupéen et français reprenant l'arrangement des Ramoneurs de menhirs.
- Boulevard des airs, en italien
- Quilapayún, en italien et précédé de Son cieco dans l'album Basta (1969)
- Yves Montand, en italien
- Hannes Wader, en allemand
- Thomas Fersen, en italien, sur l'album Les Ronds de carotte (1995)
- Milva, en italien
- Giovanna Daffini, en italien
- María Farantoúri, en italien
- Rita Pavone, en italien
- Les Chics Types, en italien
- Les Ramoneurs de menhirs (avec Loran des Bérurier Noir), BellARB (sur l'album Dañs an Diaoul en 2007) : version en breton et français mêlant Bella ciao au Kan bale an ARB de Glenmor.
- Digresk, en italien
- Emir Kusturica and The No Smoking Orchestra
- Mary Hopkin, en italien
- Goran Bregović en concert et en italien
- Tony Coe, Les Voix d'Itxassou (1990)
- Ferhat Mehenni, Requiem et Espoir (Adekker d'Usirem), versions italienne et kabyle
- Leny Escudero, Leny Escudero chante la liberté (1997)
- Chœurs de l'Armée rouge
- Sandie Shaw, en italien
- Giorgio Gaber en italien
- Tonino Carotone et Manu Chao, En vivo Radio Populare
- Modena City Ramblers en italien
- Banda Bassotti en italien
- Talco en italien
- Marco Calliari, Mia dolce vita, en italien
- Antoine Ciosi, Canti di libertà, en français, en italien et en langue corse
- Mètatuk, Somnambule au soleil
- Patric, en occitan
- Christophe Alévêque, lors du final de son spectacle Super Rebelle… enfin, ce qu'il en reste (2010), puis lors de son passage dans l'émission #SoiréeJeSuisCharlie - Grande Soirée hommage diffusée sur France 2 le 11 janvier 2015 à la suite de l'attentat contre Charlie Hebdo, et lors de l'enterrement du dessinateur Tignous le 15 janvier 2015
- Chjami Aghjalesi, en italien
- Arcusgi en italien
- Bendir Man, chanteur tunisien qui l'interprète en arabe et l'intitule Hbiba Ciao
- Outrage en italien mais avec une modification importante de la mélodie
- Motivés en italien
- Chumbawamba en anglais (Get on With It, 2007)
- Goulamas'K, en occitan
- Naestro, Maître Gims, Dadju, Slimane et Vitaa, en français, en 2018.
- Chico & The Gypsies, en espagnol, en 2018.
- Les groupes français Tryo et Zebda, en italien.
- Tom Waits, sur l'album Songs of Resistance 1942-2018 de Marc Ribot, sorti en 2018.
- Le groupe Blankass.
- Grup Yorum : Çav Bella, en turc, sur l'album Haziranda Ölmek Zor / Berivan en 1988
- Los Fastidios en italien, en 2015.

## Dans les médias

### Cinéma
Sauf indication contraire, les informations mentionnées dans cette section peuvent être confirmées par le générique de fin de l'œuvre audiovisuelle présentée ici, ainsi que par la base de données cinématographiques IMDb,  présente dans la section « Liens externes ».
- 1974 : Nous nous sommes tant aimés (C'eravamo tanto amati) d'Ettore Scola[19].
- 2000 : À l'attaque !, de Robert Guédiguian
- 2004 : Les Fautes d'orthographe, de Jean-Jacques Zilbermann (chantée par les élèves)
- 2010 : L'Immortel, de Richard Berry (chantée par le prisonnier attaché)
- 2019 : Les Deux Papes, de Fernando Meirelles (chanson de fond)
- 2020 : Le diable n'existe pas, de Mohammad Rasoulof
- 2021 : Freaks Out, de Gabriele Mainetti

### Télévision
- 2007 : Corleone, série créée par Enzo Monteleone et Alexis Douce, épisode 1
- 2017 : Fais pas ci, fais pas ça, série créée par Anne Giafferi et Thierry Bizot, saison 9, épisode Une vie de rêves
- 2017 : La casa de papel, série créée par Álex Pina
- 2019 : Plus belle la vie, série créée par Hubert Besson, saison 15, épisode Révélations

### Jeux vidéo
- 2021 : Far Cry 6 : chanson jouée pendant une des missions du jeu[20].
- 2022 : Road 96
- 2022 : Hearts of Iron 4, extension By Blood Alone, musique de fond jouée lorsqu'on joue l'Italie se révoltant contre le Duce et qui était disponible uniquement en précommande.

### Réseaux sociaux
À partir de septembre 2022, une vidéo obtient des millions de vues sur les réseaux sociaux du monde entier : on y voit une jeune femme iranienne anonyme chanter Bella ciao en farsi. Ce chant fait écho aux manifestations en Iran dues à la mort de Mahsa Amini.